# Nel Noddings
Nel Noddings, född 19 januari 1929 i Irvington i Essex County, New Jersey, död 25 augusti 2022 i Key Largo, Florida, var en amerikansk feminist, pedagog och filosof. Hon blev mest känd för sitt arbete inom pedagogisk filosofi, pedagogisk teori och omsorgsetik.

## Liv
Nel Noddings hade en kandidatexamen i matematik och naturvetenskap från Montclair State College i New Jersey, en master i matematik från Rutgers University och en fil.dr i pedagogik från Stanford University.
Nel Noddings arbetade inom många områden inom utbildningssystemet. Hon arbetade som grundskole- och high school-lärare samt skoladministratör under 23 år, innan hon tog sin fil.dr. och påbörjade sin akademiska bana inom pedagogisk filosofi, pedagogisk teori och etik, med inriktning på moralisk uppfostran och omsorgsetik. Hon blev medlem i Stanfords fakultet 1977, och var "Jacks professor of Child Education" från 1992 till 1998. På Stanforduniversitetet mottog hon utmärkelser för lärarkvalitéer 1981, 1982 och 1997, och hon var dekanus vid utbildningsskolan under fyra år. Efter det att hon hade lämnat Stanforduniversitetet innehade hon positioner vid Columbia University och Colgate University. Hon är den förra presidenten vid Philosophy of Education Society och John Dewey Society. Under 2002-2003 innehade hon John W. Porter Chair in Urban Education vid Eastern Michigan University. Hon har varit Lee L. Jacks Professor of Education emerita, vid Stanforduniversitetet sedan hon gick i pension 1998.
Noddings fick tio barn och var 2007 gift i 57 år. Hon beskrev sina tidiga pedagogiska erfarenheter och hennes nära relationer som avgörande för hennes filosofiska utveckling.

## Bidrag till filosofin
Noddings första egenskrivna bok Caring: A Feminine Approach to Ethics and Moral Education från 1984 följde tätt inpå hennes publicering från 1982 av Carol Gilligans inflytelserika bidrag till omsorgsetiken i In a Different Voice. Även om hennes moralfilosofiska bidrag fortsatte med publiceringen av Women and Evil från 1989 och senare verk om moralisk uppfostran, så har större delen av hennes senaste arbeten handlat om pedagogisk filosofi och pedagogisk teori. Hennes mest framträdande verk inom dessa områden är Educating for Intelligent Belief or Unbelief från 1993 och Philosophy of Education från 1995.
Vid sidan om hennes bidrag till filosofin gjorde Noddings även insatser inom socialpsykologin. Hon satt under sina sista år i redaktionsstyrelsen för Greater Good Magazine som publiceras av Greater Good Science Center vid University of California, Berkeley. Noddings bidrag innefattade tolkningar av forskningsresultat intill roten av medlidande, altruism och fredliga mänskliga relationer.

### Nel Noddings relationsetik
Nel Noddings infallsvinkel till omsorgsetiken har beskrivits som relationsetik eftersom den prioriterade omsorg för relationer. I likhet med Carol Gilligan accepterade Noddings att rättvisebetonade betraktelsesätt, som är mer maskulina, är verkliga alternativ till omsorgsetiken. Noddings menade emellertid, i motsats till Gilligan, att omsorg 'baserad på mottaglighet, relationalitet och respons' (rooted in receptivity, relatedness, and responsiveness) är en mer grundläggande och åtråvärd form av etik.

#### Omsorg
Nyckeln till att förstå Noddings omsorgsetik är genom att förstå hennes uppfattning om omsorg och särskilt etisk omsorg.
Noddings trodde att det är ett misstag att försöka komma fram till en systematisk utvärdering av kraven för omsorg. Hon föreslog dock tre krav. Hon hävdade att den som ger omsorg (omsorgare) måste besitta egenskaperna förståelse (engrossment) och motivation, och att personen som visas omsorg (får-omsorg) på något sätt måste svara på omsorgen som visas. Noddings term förståelse syftar på det att tänka på någon för att förstå honom/henne bättre. Förståelse är nödvändigt för omsorg därför att individens personliga och psykologiska situation måste förstås innan omsorgaren kan avgöra vilken handling som är lämpligt. Förståelse kan inte taget för sig själv utgöra omsorg; någon kan ha en djup förståelse av en annan person utan att därför vidta några åtgärder. Motivation förhindrar detta från att hända. Motivation finns när omsorgarens beteende till stort bestäms av behoven hos den som får omsorg. Noddings tror, slutligen, att omsorg kräver en viss grad av förståelse från den som får omsorg, om att den som ger omsorg faktiskt ger omsorg.

#### Kritik av Noddings relationsetik
Noddings omsorgsetik har blivit kritiserad av både feminister och personer som föredrar mer traditionellt maskulina etiska tillvägagångssätt. I korthet så går den feministiska kritiken ut på att uppfostraren, som Noddings beskriver i positiva ordalag, i praktiken lever ut den traditionellt feminina rollen som givandes mycket men tagandes lite tillbaka. De som accepterar mer traditionella etiska tillvägagångssätt hävdar att partiskheten till de som står oss närmast, som Noddings uppmuntrar, är oacceptabel.
Noddings tenderade att använda ojämlika relationer som modeller för att förstå omsorg. Filosofen och lesbisk-feministen Sarah Lucia Hoagland hävdar att relationerna ifråga, såsom föräldraskap och utlärning, är ideala relationer där omsorg är en kortlivad sak, utformad för att befrämja oberoendet hos den som får omsorg, och därmed avslutandes den ojämlika omsorgsrelationen. Ojämlika relationer är etiskt problematiska och följaktligen en dåliga modeller för en etisk teori. Hoagland hävdar att den som ger omsorg i Noddings förklaring av etisk omsorg placeras i rollen som givare och den som får omsorg i rollen som tagandes. Den som ger omsorg är dominerande och väljer vad som är bra för den som får omsorg, men ger utan att få någonting tillbaka. Den som får omsorg tvingas ta rollen som beroende och med otillräcklig kontroll över omsorgen. Hoagland tror inte att sådana relationer kan vara moraliskt goda.